# F1 Racing Simulation
F1 Racing Simulation est un jeu de simulation de course, développé pour Microsoft Windows par Ubisoft en 1997.